# Spastonyx macswaini
Spastonyx macswaini is een keversoort uit de familie van oliekevers (Meloidae). De wetenschappelijke naam van de soort is voor het eerst geldig gepubliceerd in 1954 door Selander.